# Luci Seu Tuberó
Luci Seu Tuberó (en llatí, Lucius Seius Tubero) va ser un militar romà. Era fill de Seu Estrabó, i germà de Luci Eli Sejà.
Va ser legat de Germànic Cèsar, en la seva campanya de l'any 16. Després va ser nomenat cònsol amb el mateix Germànic l'any 18. L'any 24 va ser acusat falsament de majestas davant del senat romà. Tiberi el va absoldre.